# Ruborridion
Ruborridion là một chi nhện trong họ Theridiidae.